# Günter Burkart
Günter Burkart (* 16. Dezember 1950) ist ein deutscher Kultursoziologe und Hochschullehrer an der Leuphana Universität Lüneburg.

## Leben
Burkart studierte Soziologie und promovierte 1981 in Frankfurt am Main zum Dr. phil. Daraufhin folgten Lehr- und Forschungstätigkeiten an Hochschulen und Universitäten in Klagenfurt, Berlin (Freie Universität), Philadelphia (University of Pennsylvania), Mannheim, Freiburg und Lüneburg. Er habilitierte 1994 an der Freien Universität Berlin und ist seit 1998 Professor für Kultursoziologie an der Universität Lüneburg. Schwerpunkte seiner wissenschaftlichen Arbeit liegen in Bereichen der Kultursoziologie und Kulturtheorie insbesondere zu den Themen Individualisierung, Paarbeziehungen und Familie, Geschlechterverhältnisse; Soziologie der Technik und Medien sowie qualitative Methoden und Methodologie.
Von 2000 bis 2008 war er Sprecher der Sektion Familiensoziologie in der Deutschen Gesellschaft für Soziologie. Seit 2007 arbeitet Burkart in einer internationalen Forschergruppe zum Thema Verknüpfung von Gesellschaftstheorie und Geschlechterforschung und von 1995 bis 2001 am DFG-Projekt „Geschlechtsnormen in Paarbeziehungen im Milieuvergleich“ mit.

## Publikationen (Auswahl)
- als Herausgeber: Die Zukunft der Familie. Prognosen und Szenarien. Budrich, Opladen / Farmington Hills, MI 2009, ISBN 978-3-86649-237-0.
- Familiensoziologie. In: UTB  3061, Bachelor-Bibliothek. UVK, Konstanz 2008, ISBN 978-3-8252-3061-6.
- Handymania. Wie das Mobiltelefon unser Leben verändert hat. Campus, Frankfurt am Main / New York, NY 2007, ISBN 978-3-593-38351-4.
- als Herausgeber: Die Ausweitung der Bekenntniskultur. Neue Formen der Selbstthematisierung? VS-Verlag für Sozialwissenschaften, Wiesbaden 2006, ISBN 978-3-531-14759-8.
- als Herausgeber zusammen mit Gunter Runkel: Luhmann und die Kulturtheorie. Suhrkamp, Frankfurt/M. 2004, ISBN 978-3-518-29325-6.